# Anja Andersen
Anja Jul Andersen (ur. 15 lutego 1969 roku w Odense), była duńska, piłkarka ręczna, wielokrotna reprezentantka kraju, występowała na pozycji rozgrywającej. W reprezentacji wystąpiła w 133 meczach, zdobywając 726 bramek. Największy sukces odniosła w 1996 roku zdobywając mistrzostwo olimpijskie w Atlancie. W 1997 roku została wybrana najlepszą piłkarką ręczną roku na świecie. Karierę zawodniczą zakończyła w 1999 roku.

## Sukcesy

### jako zawodniczka

#### klubowe
- 1992, 1999:  mistrzostwo Norwegii
- 1994, 1995, 1996:  mistrzostwo Niemiec
- 1994, 1995:  puchar Niemiec

#### reprezentacyjne
- 1987:  wicemistrzostwo Świata juniorek
- 1993:  wicemistrzostwo Świata
- 1994, 1996:  mistrzostwo Europy
- 1995:  brązowy medal mistrzostw Świata
- 1996:  mistrzostwo olimpijskie
- 1997:  mistrzostwo Świata

### jako trenerka

#### klubowe
- 2003, 2005, 2007:  mistrzostwo Danii
- 2009:  brązowy medal mistrzostw Danii
- 2003, 2010:  puchar Danii
- 2003:  puchar EHF
- 2004, 2005, 2007: zwycięstwo w Lidze Mistrzów EHF
- 2009:  Puchar Zdobywców Pucharów

## Nagrody indywidualne
- 1996: najlepsza środkowa rozgrywająca Igrzysk Olimpijskich

## Wyróżnienia
- 1997: najlepsza piłkarka roku na Świecie

## Życie prywatne
Andersen jest wyoutowaną lesbijką - przez pewien czas (w 1996 roku) spotykała się z inną zawodniczką piłki ręcznej Camillą Andersen która zostawiła ją dla norweskiej piłkarki Mii Hundvin. W latach 2001–2009 była związana z Mette Melgaard, która zostawiła dla Maren Baumbach, co wywołało skandal w Danii.